# Julien-Emmanuel d'Hanins de Moerkerke
Julien-Emmanuel d'Hanins de Moerkerke (1 januari 1785 - 26 oktober 1855) was burgemeester van Oostkamp. 

## Levensloop
Julien d'Hanins was een van de zoons van Pierre-Jacques d'Hanins de Moerkerke (1747 - 11 februari 1806) en van die zijn tweede vrouw Anne-Isabelle Willaeys.
Hij trouwde in 1811 met Colette van Outryve d'Ydewalle (5 juni 1780 - 18 september 1812), dochter van Emmanuel-Louis van Outryve d'Ydewalle. Ze was amper 32 toen ze in het kinderbed overleed, vijf dagen na de geboorte van een zoon.
Die zoon, Jules d'Hanins de Moerkerke (Brugge, 13 september 1812 - Luik, 4 maart 1832), was pas 20 toen hij tijdens zijn studies aan de universiteit van Luik overleed. Hij had het niet onaanzienlijk fortuin van zijn moeder geërfd, dat na zijn dood aan zijn vader als enige erfgenaam toekwam. Hieronder bevond zich het Kasteel Ter Lucht. Julien d'Hanins ging er wonen, tot aan zijn dood.

## Burgemeester
Julien d'Hanins werd in 1828 burgemeester van Oostkamp, in opvolging van notaris Charles Beaucourt. Hij bekleedde het ambt niet lang, want in februari 1830 werd hij opgevolgd door Louis-Joseph de Bie de Westvoorde, die de voorbije tien jaar burgemeester was geweest van Beernem.
In Brugge was hij voorzitter van het toneelgezelschap IJver en Broedermin en in Oostkamp werd hij in 1842 stichtend voorzitter van de muziekvereniging De Eendracht.